# American Record Corporation

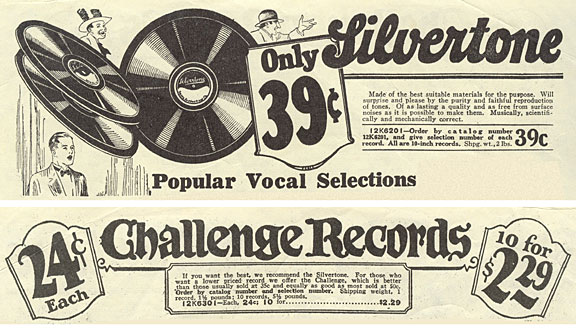
Werbung für ARC Sublabels durch Sears & Roebuck: Challenge und Silvertone waren nur zwei früher eigenständige Labels, die ab 1929 oder später zur American Record Corporation gehörten.

Die American Record Corporation, auch bekannt als ARC Records oder einfach nur ARC, war ein US-amerikanisches Musiklabel. ARC entstand aus der Fusion dreier New Yorker Tonträgerunternehmen, der Cameo Record Corporation, der Pathé Phonograph & Radio Corporation und der Plaza Music Company. ARC Records darf nicht mit der American Record Company verwechselt werden.

## Geschichte

### Anfänge und Erfolge
Im Juli 1929 fusionierten die renommierten Unternehmen Cameo Record Corporation, Pathé Phonograph & Radio Corporation (der US-amerikanische Ableger des französischen Unternehmens Pathé) und Plaza Music Company zur American Record Corporation. Zudem wurde das Presswerk Scranton Button Company aus Scranton, Pennsylvania, übernommen, das vorher schon Platten für Plaza hergestellt hatte. Erster Präsident des im August 1929 seine Arbeit aufnehmenden Konzerns wurde Louis G. Sylvester, der auch Gründer der Scranton Button Company war. Hauptsitz des neuen Unternehmens war am 1776 Broadway Manhattan, New York City. Im Oktober 1929 übernahm Herbert Yates, Besitzer der Consolidated Film Company, ARC Records. In den nächsten Jahren, auf der Höhe der Weltwirtschaftskrise, versuchte ARC durch Ankäufe anderer Schallplattenfirmen wie Conqueror Records oder Challenge Records hohe Verkaufszahlen zu erzielen, was jedoch oft fehlschlug.
Ab 1931 ging es für ARC aber wieder aufwärts. Als erstes großes Geschäft hatte man die großen Label Brunswick Records und Vocalion Records gekauft. Mit dem Grundsatz „3 records for one dollar“ („3 Platten für einen Dollar“) erzielte das Unternehmen hohe Verkäufe, zeitweise über 6 Millionen Platten. Als Antwort darauf rief RCA Victor ihr Sublabel Bluebird Records ins Leben, das ARC Konkurrenz machen sollte.
Die Consolidated Film Company besaß nun einen großen Marktanteil und kaufte 1934 noch Columbia Records und OKeh Records sowie deren gesamten Katalog.

### Ende
Im Dezember 1938 wurde ARC Records von der Consolidated Film Company für 700.000 Dollar verkauft und Teil des Columbia Broadcasting System (CBS). Damit war die Erfolgsgeschichte der American Record Corporation beendet. Vocalion und Brunswick kehrten wieder zu Warner Brothers zurück, später dann zu Decca Records.

## Labels
Die beiden nachfolgenden Tabellen listen alle Plattenlabels auf, die zu der American Record Corporation gehörten. Neben dem Label, den häufigsten Genres und bekannten Künstlern ist auch der Zeitraum angegeben, in dem das jeweilige Label für ARC aktiv war. Die zweite Tabelle enthält gesondert Labels, die für spezielle Warenhausketten eingeführt wurden. Labels für Sears sind in der ersten Tabelle zu finden.
| Label         | Jahr          | Genre | Künstler |
| ------------- | ------------- | --- | --- |
| ARC           | 1930–1937 (?) | ARC war ein Label, das möglicherweise für den Verkauf von Hintergrundmusik an Theater eingerichtet wurde, verlegte aber auch kommerzielle Platten.  | The Hoosier Hot Shots, The Hi-Flyers |
| Banner        | 1929–1938     | Jazz, Old-Time Music, Pop, Blues | Vernon Dalhart, Frank Ferera, Carson Robison, Arthur Fields                                                                                      |
| Bernardo      |               | | |
| Broadway      | 1932–1938     | Blues, Jazz, Old-Time Music | Gus Cannon, Arthur Fields, Ernest Stoneman |
| Brunswick     | 1932–1938     | Jazz | Duke Ellington, Bing Crosby, Al Jolson |
| Cameo         | 1929–1930     | Jazz | Arthur Fields, Frank Ferera, Billy Murray |
| Challenge     | 1929–1931     | Old-Time Music, Jazz | Vernon Dalhart, Ernest Stoneman, Challenge Quartet                                                                                               |
| Columbia      | 1934–1938     | Jazz | Benny Goodman, Andy Iona |
| Conqueror     | 1929–1939     | Jazz, Blues, Old-Time Music, Pop | Roy Smeck, Rex Cole’s Mountaineers, Frankie Wallace, Cliff Carlisle, Big Bill Broonzy, Louis Armstrong                                           |
| Fox Movietone |               | Fox Movietone war ein Label, das speziell für Fox-Theater eingerichtet wurde.                                                                       | |
| Hollywood     |               | Pop, Jazz | Sol Hoopii |
| Homestead     | 1929–1930     | Homestead war ein Label, das auf Bestellung Schallplatten per Versand nach Hause schickte, daher können hier keine weiteren Angaben gemacht werden. | |
| Jewel         | 1929–1931     | Pop, Jazz, Old-Time Music | Roy Smeck, Billy Murray, Irving Kaufman, Frankie Wallace, Carson Robison, Frank Luther, Rex Cole’s Mountaineers                                  |
| Lincoln       | 1929–1930     | Jazz, Old-Time Music | Frank Ferera, Irving Kaufman, Sam Lanin, Carson Robison, Vernon Dalhart                                                                          |
| Mel-O-Dee     |               | Mel-O-Dee war ein Label, das speziell für Jukebox-Platten eingerichtet wurde.                                                                       | |
| Melotone      | 1932–1938     | Jazz, Old-Time Music, Blues, Hawaiian-Musik, Cajun-Musik                                                                                            | Annette Hanshaw, Gene Autry, Tex Ritter, Leadbelly, Blind Boy Fuller                                                                             |
| Oriole        | 1929–1938     | Pop, Jazz, Old-Time Music, Blues | Roy Smeck, Dixie Jazz Band, Carson Robison & Frank Luther                                                                                        |
| Pathé         | 1929–1930     | Jazz, Pop | Sam Lanin, Lou Gold & His Orchestra, The Clevelanders                                                                                            |
| Perfect       | 1929–1938     | Jazz, Blues, Old-Time Music | Annette Hanshaw, Robert Johnson, Gene Autry, David Miller                                                                                        |
| Regal         | 1929–1931     | Jazz, Pop | Duke Ellington, Irving Kaufman, Frank Ferera, Vernon Dalhart, Carson Robison & Frank Luther, Rex Cole’s Mountaineers                             |
| Romeo         | 1931–1938     | Jazz, Pop, Hawaiian-Musik, | Arthur Fields, Sam Lanin, Roy Smeck, Gene Austin, Annette Hanshaw                                                                                |
| Vocalion      | 1931–1938     | Jazz, Blues, Old-Time Music | Louis Armstrong, Robert Johnson, Charley Patton, Roy Newman, Uncle Dave Macon, Bill Carlisle, Clarence Ashley & Gwen Foster, Blind Willie McTell |

Die nachfolgende Tabelle listet Labels auf, die für bestimmte Warenhaus-Ketten gegründet wurden. Über diese Firmen ist jedoch wenig bekannt, sodass hier keine detaillierten Angaben gemacht werden können. Daneben sind dort auch unabhängige Label aufgeführt, die Platten aus dem ARC-Katalog wiederveröffentlichten.
| Label                       | Jahr | Genre       | Künstler                                           |
| --------------------------- | ---- | ----------- | -------------------------------------------------- |
| Commodore Music Shop        | 1938 | Blues, Jazz | Billie Holiday, Kansas City Six, Jelly Roll Morton |
| Gospel Herald               |      |             |                                                    |
| Gramophone Shop Varieties   |      |             |                                                    |
| Hot Record Society          |      | Jazz        | Louis Armstrong, Bix Beiderbecke, Earl Hines       |
| Liberty Music Shops         |      |             |                                                    |
| Shamrock Stores             |      |             |                                                    |
| United Hot Clubs of America |      |             |                                                    |